# Guyancourt
Guyancourt é uma comuna francesa na região administrativa da Île-de-France, no departamento de Yvelines. A comuna possui 28 219 habitantes segundo o censo de 2006.